# Kupčina
Kupčina je rijeka u Hrvatskoj, lijeva pritoka rijeke Kupe.